# Slađana Bulatović
Slađana Bulatović (1994. május 4. –) montenegrói női válogatott labdarúgó, a török bajnokságban érdekelt Ankara BB FOMGET támadója.

## Pályafutása

### Klubcsapatokban
2010-ben a Mašinac Niš gárdájánál kezdte pályafutását és 50 meccsen 43 találatot szerzett.
Két szezon után a montenegrói Ekonomist csapatához igazolt, ahol 55 gólt szerzett 30 meccsen. A ŽFK Banja Luka színeiben egy újabb gólokban gazdag szezont húzott le a Bosznia-hercegovinai bajnokságban. 35 találkozón 64 góllal járult hozzá csapata bajnoki címéhez.
Kiemelkedő teljesítménye felhívta a Ferencváros figyelmét és három szezonra kötelezte el magát a zöld-fehérekhez. 65 meccsen 80 gólt lőtt, egy bajnoki címmel, három kupagyőzelemmel és egy gólkirálynői címmel gazdagodott Budapesten.
2018-ban aláírt a Fundación Albacete-hez, hogy a spanyol liga legfelsőbb osztályában szerepeljen. A csapatban 25 meccsen és 4 gólig jutott. Az idény végén a Rayo Vallecano színeibe öltözött, ahol három szezont játszott, és 72 meccsen 10 gólt szerzett.
Mindössze 7 meccset játszott a japán Mynavi Sendai gárdájánál, mielőtt aláírt az ankarai FOMGET csapatához.

### A válogatottban
2013 óta szerepel a montenegrói nemzeti tizenegyben és 70 mérkőzésen 21 gólig jutott. Részt vett a 2017-es, 2022-es Európa-bajnoki-, és a 2015-ös, 2019-es, valamint a 2023-as világbajnoki selejtezőkön.

## Sikerei

### Klubcsapatokban
Magyar bajnok (1):
- Ferencváros (1): 2015–16

 Montenegrói bajnok (1):
- Ekonomist Nikšić (1): 2013–14

 Magyar kupagyőztes (3):
- Ferencváros (3): 2015–16, 2016–17, 2017–18

### Egyéni
- Az év játékosa (1): 2022[2]
- Magyar gólkirálynő (1): 2015–16 (30 gól)
- Bosznia-hercegovinai gólkirálynő (1): 2014–15 (64 gól)
- Montenegrói gólkirálynő (1): 2013–14 (55 gól)